# Jovana Kocić
Jovana Kocić (kyrillisk skrift: Јована Коцић), född 24 februari 1998 i Belgrad i Serbien, är en volleybollspelare (center) som spelar för Serbiens damlandslag i volleyboll. 
Kocić har på klubbnivå spelad med ŽOK Vizura (2015-2020) och Volei Alba-Blaj (2020-). Med ŽOK Vizura vann hon serbiska mästerskapet 2016, 2017 och 2018 och serbiska cupen 2016, medan hon med Volei Alba-Blaj vunnit  rumänska cupen och tagit silver vid rumänska mästerskapet och CEV Challenge Cup 2021.
Hon var med i Serbiens U-18 lag som tog silver vid EM 2015 och deras U-20 lag som tog guld vid EM 2014 och silver vid EM 2016. Hon var också med i seniorlandslaget som tog silver vid EM 2021.